# Puzzolaan

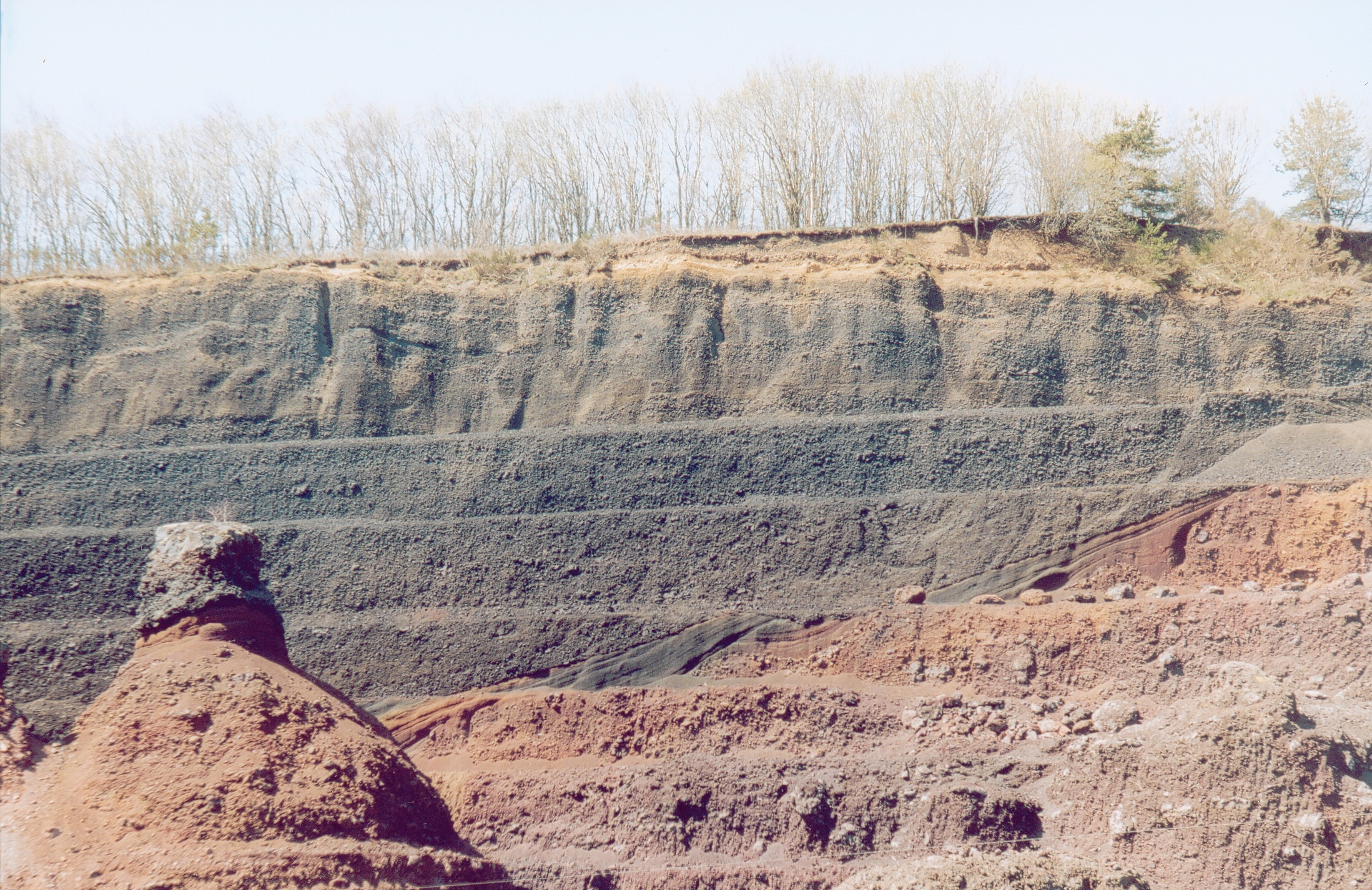
Puzzolaangroeve in Frankrijk

Puzzolanen zijn silica of silica- en aluminarijke materialen die, in fijnverdeelde vorm en in aanwezigheid van water, chemisch reageren met calciumhydroxide (gebluste kalk) tot verbindingen met bindende eigenschappen. De reactie van puzzolanen met enkel water is beperkt, puzzolanen worden daarom niet beschouwd als hydraulisch bindmiddel op zich. De brede definitie van een puzzolaan refereert niet aan de oorsprong van het materiaal, maar enkel aan zijn vermogen om te reageren met calciumhydroxide en water. Puzzolanen worden gebruikt als toeslagstoffen bij cement om de economische en ecologische kostprijs van het product te verlagen, maar ook om bindmiddeleigenschappen zoals druksterkte en levensduur te verbeteren.

## Historiek
Anorganische bindmiddelen bestaande uit kalk en fijngemalen reactieve (alumino-)silicaatmaterialen werden eerst ontdekt en vervolgens verder ontwikkeld gedurende de oudheid in het oostelijke Middellandse Zeegebied. De oudst bekende resten die het bewust gebruik van fijngemalen vulkanisch materiaal aantonen, dateren uit de 6de eeuw v.C. en werden aangetroffen te Kamiros, op het Griekse eiland Rhodos. Vroeger gebruik van vermalen potscherven in combinatie met kalk in de waterdichte bezetting van baden en reservoirs door de Minoërs op Kreta lijkt aan te tonen dat de technologie reeds eerder bekend was. Het waren echter de Romeinen die de technologie overnamen en verder ontwikkelden. De Romeinen gebruikten hoofdzakelijk fijnvermalen vulkanische tefra of tuf uit nabijgelegen gebieden, de meest bekende uit Pozzuoli (Campi Flegrei-complex, Napels) – vandaar de benaming puzzolaan – en uit Segni (Latium). De voorkeur werd gegeven aan natuurlijke puzzolaanbronnen (zoals tras uit de Eifel), wanneer geen natuurlijke afzettingen beschikbaar waren werd vermalen keramisch afval gebruikt. De uitzonderlijke duurzaamheid van bouwwerken zoals het Pantheon of de Pont du Gard gebouwd met mortel en Romeins beton uit kalk-puzzolaanmengsels getuigt zowel van de vakkennis van de Romeinse bouwmeesters als van de excellente duurzaamheid van het gebruikte bindmiddel.
Een belangrijk deel van de technologische kennis omtrent puzzolaan-kalkbindmiddelen ging verloren tijdens de vroege middeleeuwen. De herontdekking van de Romeinse bouwpraktijk in de renaissance bij vroege opgravingen en zoals beschreven in De Architectura door Vitruvius leidde tot de herintroductie van kalk-puzzolaanmengsels als relatief sterke, duurzame en onder water uithardende bindmiddelen. In de Nederlanden werd vooral gebruikgemaakt van tras ingevoerd uit de Eifelregio. De opkomst van hydraulische cementen en uiteindelijk portlandcement, die een snellere sterkte-ontwikkeling vertonen, gedurende de 18de en 19de eeuw, leidde tot een geleidelijke daling in het gebruik van kalk-puzzolaanbindmiddelen.
In de loop van de 20ste eeuw kwam het gebruik van puzzolanen als toeslagstof bij portlandcement-betonmengsels in zwang. Combinaties van economische, technische en, recentelijk, milieufactoren hebben ervoor gezorgd dat zogenaamde gemengde cementen, cementen die een substantiële hoeveelheid toeslagstoffen bevatten, het leeuwendeel van de cementproductie vertegenwoordigen in de 21ste eeuw.

## Puzzolane materialen
De algemene definitie van een puzzolaan omvat een groot aantal materialen van verschillende origine, samenstelling en eigenschappen. Zowel natuurlijke als artificiële materialen vertonen puzzolane activiteit en worden gebruikt als cementtoeslagstof. Artificiële puzzolanen kunnen specifiek worden geproduceerd, bijvoorbeeld door de thermische activatie van kaolienkleien om metakaolien te bekomen, maar worden vaker verkregen als afval of bijproduct zoals vliegas uit steenkoolcentrales voor elektriciteitsproductie. De meest gebruikte puzzolanen zijn industriële bijproducten zoals vliegas, microsilica uit siliciumproductie, hoogreactieve metakaolien, en de assen van organisch materiaal rijk aan silica zoals rijstpelas. Het gebruik van puzzolanen is tegenwoordig wijdverbreid en gereguleerd in de meeste landen. Het lokaal verbruik is sterk afhankelijk van het aanwezige aanbod of de ontginbare voorraden. Tegenwoordig is het volume hogekwaliteitspuzzolanen vaak beperkt en wordt het lokale aanbod volledig benut. Alternatieven voor de gekende puzzolane bijproducten kunnen gevonden worden in de uitbreiding van het gamma industriële bijproducten of afval en in een toenemend gebruik van natuurlijke puzzolanen.
De verbreiding van natuurlijke puzzolanen is sterk afhankelijk van de lokale geologie. In landen met belangrijke reserves zoals Italië, Duitsland, Griekenland, Turkije en China worden belangrijke hoeveelheden gebruikt als cementtoeslagstof. Het merendeel van de ontgonnen natuurlijke puzzolanen zijn van vulkanische oorsprong. vulkanische assen en tefra die grotendeels bestaan uit vulkanische glasfragmenten worden gewoonlijk gebruikt, net zoals materialen waarin het vulkanisch glas is omgezet naar zeolieten door interactie met alkalisch grondwater. Puzzolane afzettingen van sedimentaire oorsprong komen minder voor. Diatomeeënaarde, bestaande uit een accumulatie van silicarijke diatomee-microskeletten, vormt hier een interessante bron.

## Gebruik
Het gebruik van puzzolanen als toeslagstof in cement biedt verschillende voordelen. In de eerste plaats levert de vervanging van een substantieel deel van het portlandcement door goedkopere natuurlijke puzzolanen of industriële bijproducten een lagere economische kostprijs op. Ten tweede betekent dit ook een lagere belasting van het milieu, een belasting die hoofdzakelijk bestaat uit de uitstoot aan broeikasgassen bij de portlandcementproductie. Een derde voordeel is de verbetering van de duurzaamheid van het eindproduct. Verder behoeft de toevoeging van puzzolanen slechts een kleine wijziging van het conventionele productieproces van portlandcement en biedt dit de mogelijkheid om grote hoeveelheden industrieel afval te valoriseren als duurzaam bouwmateriaal.
De praktijk laat een vermindering van het portlandcementgehalte tot 40 procent toe. Als het betonrecept naar behoren is opgesteld, dan kunnen puzzolanen in beton worden gebruikt zonder belangrijk verlies aan druksterkte op de korte termijn. Gewoonlijk draagt de puzzolane reactie tussen calciumhydroxide en de puzzolaan pas bij aan de druksterkte op de middellange termijn en kan een significant hogere sterkte worden bekomen op de lange termijn. Op korte termijn compenseert het vullereffect van de puzzolaan gedeeltelijk voor de tragere puzzolaanreactie. Het vullereffect resulteert in een snellere hydratatiereactie van het portlandcement, ook het invullen van open ruimte tussen cementkorrels door kleine puzzolaandeeltjes verklaart gedeeltelijk de compensatie van het sterkteverlies.
Een van de belangrijkste voordelen van puzzolaancementen is de verhoogde weerstand tegen indringing en schade door corroderende en agressieve externe oplossingen. De betere duurzaamheid van puzzolaancementbindmiddelen laat toe bouwwerken langer nuttig te gebruiken en vermindert de dure en ongemakkelijke noodzaak om beschadigde constructies te herstellen of te vervangen. Een van de belangrijkste oorzaken achter de verbeterde duurzaamheid is de gereduceerde doorlaatbaarheid van het bindmiddel, dat daardoor beter beschermd is tegen het indringen van schadelijke ionen zoals chloriden en sulfaten. Verder draagt ook het verlaagde gehalte aan het reactieve calciumhydroxide bij aan een lager risico op schadelijke expansieve reacties. De aanwezigheid van puzzolanen kan ook het risico op alkali-silicareactie, het zwellen van granulaten onder invloed van de alkalische cementporievloeistof, verlagen door de porievloeistofsamenstelling te veranderen. Zo leidt een verlaging van de pH en een verhoogde concentratie aluminaat in oplossing tot een sterk verminderde en onderdrukte oplossing en zwelling van de granulaatfractie.